# Евдокимов, Ярослав Александрович
Яросла́в Алекса́ндрович Евдоки́мов (род. 22 ноября 1946, Ровно) — советский, белорусский и российский эстрадный певец (лирико-драматический баритон). Народный артист Белорусской ССР (1987), Заслуженный артист Российской Федерации (2006).

## Биография
Родился 22 ноября 1946 года в Ровно — мать Анастасия Харитоновна Очеретович
(24 мая 1922 (по другим источникам 1920) года — 11.12.2021) была репрессирована как украинская националистическая коллаборационистка. В послевоенные годы отбывала срок в Норильске. Отец Александр Игнатьевич Евдокимов родом из Красновишерского района Пермской области тоже был репрессирован.
Детство Евдокимова прошло в селе Корысть. Дед был кузнецом.
Мать увидел в 1955 году, когда она смогла приехать в родное село. Мать забрала сына в Норильск, где он окончил музыкальную школу. Поступил в Норильское музыкальное училище, класс контрабаса. В училище, в творческой мастерской Риммы Фёдоровны Тараскиной, заслуженной артистки России, начинал заниматься вокалом. После службы в армии в училище уже не вернулся.
Учился в Корецком профтехучилище, с октября 1964 года по апрель 1965 года, осваивал рабочую специальность.
Проходил службу (1965—1968) на КСФ (Кольский полуостров), в Североморске, в посёлке Видяево. Поскольку родился в семье репрессированных, не подлежал допуску ни на один военный корабль или подлодку, и все три года прослужил в строительном отряде. Был ротным запевалой, организатором песенного творчества среди солдат.
Закончив службу, вернулся в родную деревню. Женился. Но жизнь с женой не сложилась, и через месяц, расставшись с женой, переехал в Днепропетровск, где устроился на шинный завод, начал петь в ресторане. Исполнял песни из репертуара Валерия Ободзинского и Муслима Магомаева. Познакомился со своей второй женой и переехал на её родину в Белоруссию.

### Профессиональная деятельность

#### Беларусь
На жизнь в Беларуси пришлось время становления Евдокимова как артиста эстрады, именно здесь он стал известным.
Евдокимов мечтал петь, но у него не было профессионального музыкального образования. В 1975 году прошёл прослушивание в Минской филармонии, где формировалась концертная программа «Память» и его, как исключение, оставили — с 1975 года он солист-вокалист Минской филармонии.
Поступил в Минское музыкальное училище имени М. Глинки. Музыкальную учёбу сочетал с концертной практикой: вначале в Ансамбле песни и пляски Белорусского военного округа (художественный руководитель Смыслов Виктор Иванович руководитель Муранов Лев Борисович), (1977—1980), а позже — в качестве солиста Гостелерадио Беларуси.
В Минской филармонии познакомился со специалистом по технике итальянского бельканто — баритоном, профессором пения Владимиром Бучелем. Три года брал у него уроки.
По направлению ансамбля песни и пляски Белорусского военного округа участвовал в ІІІ Всесоюзном телевизионном конкурсе «С песней по жизни» (1979), который проходил в Останкинской концертной студии. Это было первое выступление Евдокимова на Центральном телевидении. Именно в военной форме он впервые появился на телеэкране. Песня («Ростань») была по тесситуре слишком высока и неудобна для баритона, поэтому Евдокимову не удалось подчинить её своему голосу и добиться эмоциональной выразительности в пении. В лидеры Евдокимов не попал, удостоился звания дипломанта.
В 1980 году принял участие в правительственном концерте на котором присутствовал первый секретарь ЦК компартии Беларуси Пётр Машеров. Бывшего партизана Машерова покорила песня «Поле памяти» авторства Леонида Захлевного и Владимира Некляева, которую спел Евдокимов. Машеров распорядился о присвоении Евдокимову звания заслуженного артиста Белорусской ССР.
Сразу после военного парада 9 мая 1980 года по Центральному телевидению Гостелерадио СССР и первой программе Всесоюзного радио в исполнении Ярослава Евдокимова прозвучал специально написанный для него цикл песен «Память» («Поле памяти», «Носите ордена», «Милосердие», «Песня Победы»), композитор Леонид Захлевный. Совместная работа белорусского композитора и певца стала этапной в их творчестве, заметным явлением в музыкальном искусстве Беларуси, была номинирована в 1984 году на соискание Государственной премии Белорусской ССР.
Специально для Ярослава Евдокимова, учитывая его вокальные возможности, Валерий Иванов написал цикл песен-баллад «Будьте долгу верны».
В 1981 году Ярослав Евдокимов пел на финальном концерте Песня-81, в 1985 году с песней «Майский вальс» выступил на фестивале «Песня — 85».
Редактор и ведущая программы «Алло, мы ищем таланты!» Татьяна Коршилова пригласила Ярослава Евдокимова на свою передачу. Ольга Молчанова пригласила его в передачу «С песней по жизни», «Шире круг» (06.11.1988). Евдокимов был ведущим этой передачи. Участвовал в программе «Споёмте, друзья!». Голос Евдокимова стал часто звучать и в программах Всесоюзного радио.
Окончил Минское музыкальное училище имени М. Глинки (1979—1981) по классу вокала, класс заслуженного работника культуры Республики Беларусь Адама Мурзича и стал солистом Белорусского республиканского радио и телевидения (1980—1990).
На Всесоюзном фестивале «Песня года-81» дебютировал с песней «Зачарованная моя» (Г. Буравкин, И. Лученок). Вошла в антологию песен о Победе во Второй мировой войне «Письмо из 45-го» (1983, М. Ясень (Гольдман), Лученок). Впервые прозвучала на фестивале «Песня года-85» и получила успех песня «Майский вальс» (1985, Ясень (Гольдман), Лученок).

«Одна из наилучших композиций на военную тематику, которую написал народный артист на слова поэта-фронтовика из Минска, впервые прозвучала в 1985 году на „Песне года“ на Центральном телевидении и получила ошеломляющий успех. Именно исполнение Евдокимова признано каноническим, хотя за неё брались и другие артисты, среди которых и Кобзон».

Гастролировал в Афганистане (1986), исполнял специально написанную для этой поездки песню «Снимок в газете» (М. Ясень (М. Гольдман), Лученок).
Результат сотрудничества артиста с композитором Эдуардом Зарицким — песни «Палыновая ростань» (Н. Гилевич), «Листок календаря» (Н. Шкор), «Месяц малады» (Г. Буравкин), которые вошли в фильм-концерт «И пока на земле существует любовь» (1988, режиссёр Б. Бахтияров). В этом фильме прозвучала украинская песня «Виють витры». Песня «Набат тишины» (Д. Михлеев) звучала в документальном фильме «Запад-83».
В 1987 году Евдокимову было присвоено почётное звание «Народный артист Белорусской ССР».
Пластинка «Всё сбудется» (1988) — дебют на Всесоюзной студии грамзаписи фирмы «Мелодия».
В 1989 году с песней «Фантазёр» Ярослав Евдокимов выступил на фестивале «Песня-89».
Гастролировал за рубежом — Италия, Греция, Германия, Норвегия, Польша, Чехословакия, Швейцария, Швеция. Представлял белорусское искусство в столице Исландии — Рейкьявике и на Международном фольклорном фестивале в Париже, где одна из французских газет назвала его за прекрасное исполнение народных песен «супербаритоном». В 1986 году посетил с концертами Голландию. Исполнял в основном народные песни: белорусскую «Камар», украинскую «Гандзя». Успех певца превзошёл все ожидания, его пригласили в Швецию и Бельгию.
В Минскконцерте сотрудничал со звукорежиссёром, автором-исполнителем Александром Климовым в 1990—1992 годах аккомпанирующим коллективом был музыкальный ансамбль «Дзвоны» (г. Коломыя, Украина).
Евдокимов неоднократно выступал на Международном фестивале искусств «Славянский базар» (Витебск, Белоруссия), был в составе Международного жюри Международного конкурса молодых исполнителей эстрадной песни «Витебск-1993».
Компакт-диск «Не рви рубаху» (1994) — совместная работа с композитором Виталием Окороковым.
В 1999 году присвоено звание «Почётный гражданин города Бобруйска».

#### Россия
В 1996 году, будучи солистом Мосэстрады, Евдокимов переехал в Москву. В период с 1993 по 2005 работал с коллективом в составе Михаил Пилипчук, Леся Шаповал, Андрей Субботин.
В 1998 году — гость Международного фестиваля «Золотой шлягер» (Могилев, Беларусь).
Итогом работы с Анатолием Поперечным и Александром Морозовым является компакт-диск «Фантазёр» (2002).
Принял участие в благотворительном концерте «Здравствуй, друг!», посвящённом памяти поэта Николая Третьякова (16.03.2004, г. Минск).
В результате сотрудничества с такими композиторами, как Борис Емельянов, Вячеслав Добрынин, Игорь Матета, Вячеслав Малежик, и поэтами — Симон Осиашвили, Лариса Рубальская, Виктория Ветрова в репертуаре появились новые песни. Лучшие собраны на дисках «Целую твою ладонь» (2002), Grand collection (2003), «За белою рекой» (2006).
С 2009 Евдокимов — гражданин Российской Федерации. Выступает как концертный исполнитель. В 2012 году записал альбом «Возвращение в осень», где есть популярная украинская песня «Два кольори».
Совместно с музыкантом своей группы Артуром Хачатуровым написал стихи «Песня любви моей» (2016), Григорий Шило написал музыку.

#### Украинский культурный контекст
В мартовские дни 1995 года Евдокимов был гостем и членом жюри второго фестиваля «Романсы Славутича».
В 2000 году принимал участие в культурно-художественном празднике «Чолом тоби, наш древний Корцю!». В 2009 году приезжал к своим землякам на праздник Иван Купала.
Участник фестиваля украинской музыки и культуры «Украинская весна в Санкт-Петербурге», который ежегодно (с 2006 года) проводят в городе Украинская культурная автономия и «Деловой клуб „Украина-Санкт-Петербург“».
Постоянный участник фестиваля народного искусства «Зелёное купало в лето упало», который проводится в городе Корце.
В родном селе Корысть создал музей украинского быта.

### Личная жизнь
Первая жена — Нина, брак просуществовал менее месяца. Сын — Алексей (род. 1970), о котором певец узнал много лет спустя.
Вторая жена — Алла. Живёт в Минске. Дочь — Галина.
Третья жена — Ирина Крапивницкая, экономист. Вместе с 1990 года, в 2018 пара узаконила отношения.

## Общественная позиция
В 2017 году в интервью Ленинградскому интернет-телевидению певец обвинил российские власти в развязывании войны на юго-востоке Украины: «Я считаю, что это трагедия страшная. Я обвиняю во всём Кремль, Путина, гоп-компанию кремлёвскую. Украинцы им никогда этого не простят. Они погубили молодые жизни, около 10 000 человек. За что? За что? За что? Что, им Донбасс нужен? Крым нужен?».

## Почётные звания
- 17 апреля 1980 года — Указом Президиума Верховного Совета Белорусской ССР присвоено почётное звание «Заслуженный артист Белорусской ССР»[1]
- 13 июля 1987 года — Указом Президиума Верховного Совета Белорусской ССР присвоено почётное звание «Народный артист Белорусской ССР»[1]
- 15 февраля 2006 года — Указом Президента Российской Федерации присвоено почётное звание «Заслуженный артист Российской Федерации»[67]